# Kalle Anka
Karl "Kalle" Magnus Anka (engelska: Donald Fauntleroy Duck), vardagligen bara Kalle Anka (fil) (Donald Duck), är ursprungligen en filmfigur skapad av Walt Disneys animatörer. Hans första officiella framträdande var den 9 juni 1934 i kortfilmen Den kloka hönan (The Wise Little Hen). Namnet Donald Duck omnämndes dock i en sagobok redan 1932. På kort tid kom Kalle att etablera sig i Disneys kortfilmer och på ett knappt decennium tog han över från Musse som Disneys störste filmhjälte.
Kalle Anka gjorde även tidigt karriär som seriefigur. Två serieskapare har dominerat utvecklingen av Kalle på detta område. Al Taliaferro tecknade Kalle Anka från 1934 till 1969. Han skapade även kusinen Mårten Gås, Farmor Anka och Kalles röda bil med registreringsnumret 313. Taliaferros arbete inspirerade Carl Barks som arbetade för tidningsförlaget Western Publishing, som började göra disneyserier på licens i början av 1940-talet. Barks tecknade Kalle Anka ungefär mellan åren 1948 och 1966, hela tiden anställd av Western Publishing och inte av Disney. Carl Barks skapade många figurer och företeelser i Kalle Ankas värld: Joakim von Anka, Alexander Lukas, Magica de Hex, Oppfinnar-Jocke, Kajsa Anka, Björnligan, staden Ankeborg, gröngölingskåren, m.m.
I stora delar av världen är Kalle Anka först och främst en filmfigur. Serier med Kalle Anka åtnjuter stor popularitet framförallt i Europa främst i bland annat Sverige, Tyskland, Danmark, Nederländerna och Italien. När det gäller Italien har den italienska produktionen av Kalle Ankas Pocket haft betydelse för omtycktheten. I Sverige hade Kalle Anka & C:o år 2007 den överlägset största upplagan av alla serietidningar. Kalle Anka & C:o är dessutom den enda serietidningen som verkligen är en veckotidning och inte en månads- eller varannanveckastidning. Kalle Anka & C:o har dock i likhet med många andra tidningar tvingats skära ned sin upplaga rejält. Upplagan var enligt TS Tidningsstatistik 133 000 år 2004, 120 000 år 2005, 106 000 år 2006, 92 000 år 2007, 83 000 år 2008, 71 900 år 2009, 65 300 år 2010, och 63 400 år 2011.

## Figuren Kalle Anka

### Utseende och karaktärsdrag
Kalle Anka är oftast klädd i sjömanskostym med tillhörande hatt - det är troligt att han fick just sjömanskostym eftersom ankor är sjöfåglar. Han har dock nästan aldrig byxor, undantaget då han badar - då använder han badbyxor. Enligt kortfilmen Kalle Anka tar värvning är hans fullständiga engelska namn Donald Fauntleroy Duck.
Kalle är känd för sitt speciella sätt att tala; hans röst är ett svårförståeligt kvackande blandat med prat. Den välkända rösten skapades av röstskådespelaren Clarence "Ducky" Nash som var Kalles röst ända in på 1980-talet.
Kalle Ankas filmdebut var i "Den kloka hönan" där han vägrar hjälpa till att så eller skörda majs så han låtsas ha magknip och när de ska smaka får han bara medicin mot magknip.
I Den kloka hönan hade Kalles armar snarast varit vingar. Dessa byttes dock tidigt ut mot riktiga armar, med fyra fingrar på varje hand. Kortfilmernas Kalle har ett våldsamt temperament och drabbas ofta av raseriutbrott. Till skillnad från hjälten Musse Pigg, är Kalle en förlorarkaraktär som ofta råkar illa ut. Han framställs oftast också som illvillig och ställer gärna till problem för andra. Han är framförallt en pajas som ständigt söker driva gäck med sin omgivning, men i slutändan ändå råkar mest illa ut själv.
I serietidningarna kom Kalles karaktär att utvecklas ytterligare. Här är han visserligen ofta ganska lat, klumpig, otursförföljd, och inte helt utan självgodhet, men det hetsiga temperamentet tenderar att vara nedtonat. Hans rena illvillighet syns alltsomoftast inte till, och från att ha varit en antihjälte i kortfilmerna, har seriernas Kalle blivit till en person läsarna kan identifiera sig med - långt ifrån perfekt, men i grunden någon som väcker människors sympati. Genom att sätta in Kalle i annorlunda miljöer har serierna också utvecklat Kalle till att bli en äventyrare - må så vara att det allt som oftast är en ofrivillig sådan.

### Familj
Bland Kalles mest kända släktingar finns hans tre 'brorsöner' Knatte, Fnatte och Tjatte (egentligen är de systersöner), hans 'farbror' (eller morbror egentligen) Joakim von Anka samt Farmor Anka. Under årens lopp har en mängd olika familjemedlemmar dykt upp i serier och filmer och detta har gett upphov till en omfattande ankistisk släktforskning. De är bland andra Alexander Lukas (Kalles Kusin), Knase Anka (också Kalles kusin), Kajsa Anka (Kalles flickvän) och Ludwig von Anka.
På senare år har serieskaparen Don Rosa etablerat ett utbyggt nät av släktingar, bland annat i sitt "Kalle Ankas släktträd" från 1993. Detta träd är dock inte vedertaget i betydelsen att andra serieskapare är skyldiga att följa det.

## Figurhistorik

### Kalle träder fram
Kalles första riktiga framträdande skedde i den tecknade kortfilmen Den kloka hönan (1934), som var en av Silly Symphonies-filmerna. Han hade inte huvudrollen, utan hans syfte var att agera som den ohjälpsamma kompisen från ursprungssagan. Utseendet påminde om det nuvarande – han hade sin sjömanskostym och hatt och färgerna var desamma. Han hade dock mer utsträckta drag (exempelvis längre näbb), plumpare kroppsbyggnad och större fötter. Dessutom hade han inga egentliga armar, utan vingar. Denna tidiga version av Kalle var ritad av animatören Dick Lundy.
I Musse Pigg-filmen Kalle Anka som skådespelare av Burt Gillett med premiär 11 augusti 1934 sågs Kalle för första gången tillsammans med i gänget kring Musse Pigg.  Kalle är här en av flera figurer som ska uppträda till förmån för föräldralösa barn. Kalles nummer går ut på att läsa upp ett par dikter. Han blir hela tiden avbruten av barnen, som retar och trakasserar honom. Trakasserierna leder till att Kalle får ett vredesutbrott – något som skulle komma att bli ett av hans kännetecken i kommande filmer.
Kalle började dyka upp i fler Musse Pigg-filmer och blev en i det ständigt återkommande gänget som inkluderade Musse, Långben, Mimmi Pigg och Pluto. Han var mycket uppskattad av publiken. De flesta filmerna där Musse, Långben och Kalle uppträdde tillsammans regisserades av Ben Sharpsteen från 1935 till 1938. Därefter uppträdde de tre figurerna för det mesta var för sig som stjärnor i sina egna filmer.
Kalle ändrade gradvis utseende och ungefär 1937 hade han fått sitt nuvarande, lite rundare utseende. Han började också få huvudrollen i egna kortfilmer, varav den första släpptes 9 januari 1937. Den hette Kalle Anka och hans åsna. I denna film fick tittarna för första gången stifta bekantskap med Kalles sedan dess ständiga kärleksintresse - Kajsa Anka. I denna film hette hon inte Daisy Duck utan Donna Duck.

### Krigstidens Kallefilmer
Under andra världskriget suktade publiken efter bryskare och ilsknare tecknade figurer. Det är ingen slump att Snurre Sprätt skapades och Kalles popularitet sköt i höjden vid den här tiden. År 1949 hade Kalle passerat Musse Pigg som Disneys populäraste figur. Före 1941 hade Kalle medverkat i ungefär 50 filmer. Mellan 1941 och 1965, hade han huvudrollen i över 100 stycken.
Flera av Kalles filmer under kriget var propagandafilmer. Det kanske mest anmärkningsvärda exemplet är Der Fuehrer's Face (ingen svensk titel), som släpptes 1 januari 1942. I denna film spelar Kalle en arbetare på en ammunitionsfabrik i "Nutzi Land" (Nazityskland). Det blir för mycket för Kalle som får ett nervsammanbrott och börjar hallucinera om missiler som vaknar till liv och gör skumma saker. Sedan vaknar han av att allt var en dröm, iförd en pyjamas med samma mönster som USA:s flagga. Denna film vann en Oscar för bästa animerade kortfilm samma år, och låten som det nazistiska bandet spelar i början av filmen blev ganska populär.
En serie Kalle-filmer från den här perioden följer Kalles liv i armén, från hans inkallelse och utbildning (med Svarte Petter som sergeant) till hans första faktiska uppdrag som går ut på att sabotera en japansk flygbas.
| Originaltitel         | Svensk titel                  | Utgiven           |
| --------------------- | ----------------------------- | ----------------- |
| Donald Gets Drafted   | Kalle Anka tar värvning       | 1 maj 1942        |
| The Vanishing Private | Kalle Anka försvinner         | 25 september 1942 |
| Sky Trooper           | Kalle Anka lär sig flyga      | 6 november 1942   |
| Fall Out Fall In      | Kalle Anka som soldat         | 23 april 1943     |
| The Old Army Game     | Kalle Anka tar bondpermission | 5 november 1943   |
| Commando Duck         | Kalle Anka på krigsstigen     | 2 juni 1944       |

### Efterkrigstidens film-Kalle
Efter kriget var Kalle, förutom sina vanliga filmer, även med i utbildningsfilmer, såsom Kalle i mattemagikens land (Donald Duck in Mathmagic Land) (1959).
Sedan 1985, då Clarence Nash avled, har Tony Anselmo gjort Kalles röst då det behövs.
År 1987 kom den tecknade TV-serien "Knatte, Fnatte och Tjatte på äventyr" (även känd som Ducktales). I det första avsnittet lämnar Kalle över vårdnaden av Knatte, Fnatte och Tjatte till Joakim von Anka innan han lämnar Ankeborg, då han tagit värvning som menig sjöman i USA:s flotta ombord på ett hangarfartyg. Kalle Anka förekommer som en gästroll i fyra avsnitt i seriens första säsong, men förekommer inte alls i den återstående delen av serien.

### Som seriefigur
Kalle började som seriefigur i egen serietidning i Sverige år 1948. Hans första arbete, och första serie i Sverige, var brandman. Nu jobbar Kalle ofta i margarinfabriken eller hos Joakim von Anka. Serierna visade sig vara mer åt en något vuxnare publik och filmerna åt de yngre barnen. Den första Kalle Anka & Co som utgavs i Sverige sades dock passa "Alla i åldrarna 3 till 90 år".

#### Kalles tidiga debut
Det första omnämnandet av Donald Duck skedde redan 1932, i Mickey Mouse Annual, som var en publikation från Disney, illustrerad av Wilfred Haughton.  I denna fanns en dikt som hette Mickey's 'Hoozoo' Witswitch, And Wotswot och som räknade upp alla Musse Piggs djurvänner på lantgården (de flesta av Disneys huvudfigurer utvecklades från detta lantgårdsscenario). En av dem var en ankunge som hette Donald Duck. Förutom namnet finns det dock få likheter mellan denna figur och den som introducerades i kortfilmen Den kloka hönan, som enligt Disney är Kalles första framträdande.

#### Debut i dagsstrippserier
Kalle gjorde seriedebut i dagstidningsstrippsversionen av Den kloka hönan. Den trycktes för första gången i den amerikanska söndagsserien Silly Symphonies under perioden 16 september till 16 december 1934, och gjordes av Ted Osborne och Al Taliaferro. 10 februari 1935 dök Kalle upp i Musse Piggs dagliga stripp, skriven och tecknad av Ted Osborne och Floyd Gottfredson.
Kalle kom sedan att dominera Silly Symphonies-stripparna mellan 30 augusti 1936 och 12 december 1937. Vid den tidpunkten tillskrevs berättandet Osborne och tecknandet Taliaferro, men senare studier av deras arbete tyder på att även Taliaferro bidrog med idéer till handlingen.
Duon Osborne och Taliaferro förvandlade Kalle från en lantis till stadsbo. De införde även de första medlemmarna av ankfamiljen: Kalles så kallade brorsöner Knatte, Fnatte och Tjatte, som debuterade 17 oktober 1937. De är trillingar och söner till Kalles syster Della Anka. I svensk översättning benämns de alltså som brorsöner och de tilltalar Kalle som Farbror Kalle. Men detta är egentligen felaktigt då de egentligen är systersöner och Kalle är alltså då morbror och borde tilltalas Morbror Kalle. De skickades till Kalle för att han skulle ta hand om dem medan deras far var inlagd på sjukhuset för att återhämta sig från deras senaste pojkstreck. Trots detta blev Kalle på något sätt deras adoptivförälder.

#### Debut i serietidningar
Den 15 maj 1937 var Kalle med i en historia speciellt skapad för en serietidning för första gången. Det var en historia skapad på det engelska företaget Fleetway, och hette "Donald and Donna".
Disney hade licensierat rättigheter att skapa Disneyserier till det italienska publiceringshuset Mondadori, och mellan den 30 december 1937 och den 28 april 1938 publicerades Federico Pedrocchis serie Paolino Paperino e il Mistero di Marte där Kalle och hans kompis från Den kloka hönan, Gåtte Gris, åker till mars.  Historien, som publicerades med en sida i veckan i 18 veckors tid, kan upplevas som ganska grovhuggen med dagens mått mätt. Detta är dock den första längre Kalle-serien, och till skillnad från Taliaferros komiska strippar, den första äventyrsserien med Kalle. När Il Misterio di Marte var slut följde den 30 veckor långa serien Paolino Paperino inviato speciale, en spionhistoria som på svenska finns utgiven i boken Mitt liv som anka från 1988, då med titeln Kalle Anka i elden.
Kalles serietidningsdebut i hemlandet USA skulle dock vänta på sig ytterligare några år.

#### Kalles utveckling under Taliaferro och Karp
Kalles egen dagliga dagstidningsstripp började publiceras den 2 februari 1938, och Kalles egen söndagshelsida började den 10 december 1939. Båda tecknades av Al Taliaferro, denna gång i samarbete med manusförfattaren Bob Karp. Precis som tidigare bidrog Taliaferro även med manusidéer, och vissa studier antyder att Taliaferro kan ha bidragit med merparten av idéerna som skulle göra hans version av serien till en klassiker. Taliaferro kom att arbeta med Kalle-serierna fram till sin död den 3 februari 1969 - hans sista dagstidningsstripp publicerades den 10 oktober 1968 och den sista söndagssidan den 16 februari 1969.
Under den här perioden lades flera nya bifigurer till. Bolivar, Kalles St. Bernardshund dök för första gången upp i strippen den 17 mars 1938. Han hade tidigare synts till i en kortfilm från 1936. Kalles avlägsne kusin Mårten Gås dök upp den 9 maj 1938. På ett väggporträtt den 11 augusti 1940 syntes Farmor Anka för första gången, och den 28 september 1943 dök hon upp i egen hög person. Kajsa Anka framträdde i serien den 4 november 1940, efter att ha gjort filmpremiär under sitt nuvarande namn några månader tidigare.
Taliaferro är också den som är ansvarig för införandet av Kalle Ankas röda bil med registreringsnummer 313, som genom att alltid gå sönder och behöva repareras, har fått tjäna som en outtömlig källa till humor.
Även om Taliaferro inte hittade på de flesta av ovan nämnda figurer, tillskrivs han äran av att ha utvecklat deras personligheter, såväl som att ha utvecklat Kalles egen personlighet. Det är befogat att hävda att Taliaferro lade grunden för figurernas vidareutveckling under Carl Barks och hans efterföljare.

#### Kalles utveckling under Carl Barks
Carl Barks är den tveklöst mest inflytelserika skaparen av Kalle Anka-serier. Hans version av serien är den som nästan alla senare (och även samtida) serieskapare ser upp till och arbetar utifrån. Många av de mest välkända figurerna har Carl Barks hittat på: Björnligan, Oppfinnar-Jocke, Magica de Hex, Guld-Ivar Flinthjärta, Pontus von Pluring, Farbror Joakim för att nämna några.

##### Kalles första skattjakt

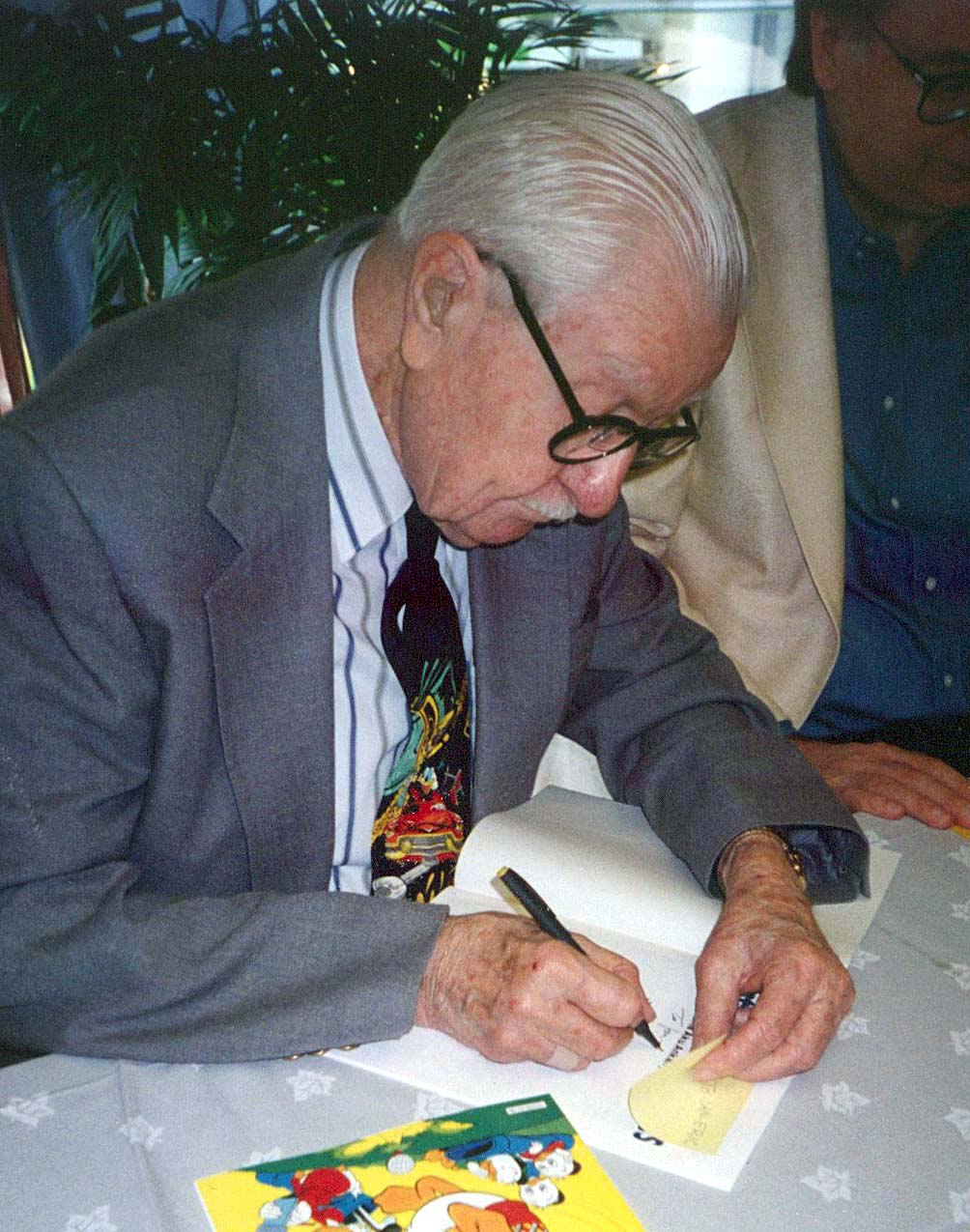
Carl Barks i Finland, 1994

Det första amerikanska Kalle-äventyret för serietidningar hette Kapten Morgans skatt (Donald Duck Finds Pirate Gold). Den publicerades för första gången i augusti 1942. Handlingen hade ursprungligen föreslagits av Harry Reeves och Homer Brightman till en tecknad film som aldrig blev av. Anteckningarna för filmen gavs till Bob Karp och han använde dem som grund till manus. Han lämnade sedan över manuset till Carl Barks och Jack Hannah för teckning. Bark tecknade sida 1,2 och 5 samt 12-40 och Hanna tecknade 3-4,6-11 samt 41-64
Historien handlar om hur Kalle, tillsammans med Knatte, Fnatte och Tjatte ger sig ut på jakt efter piraten Henry Morgans skatt. Trots att det är ett tidigt arbete av Barks, är hans sinne för detaljer i teckningarna, redan i detta skede märkbart. Enligt manuset skulle han bland annat rita en hamn och en segelbåt. Barks beslutade sig för att använda National Geographic, en tidskrift han samlade på, som referens. Resultatet var en ganska träffsäker illustration av verkligheten.
Denna historia anses viktig både som den första Kalle-serien ritad av Carl Barks, och som Kalles första skattjakt, ett tema som Barks senare skulle använda i många historier.

##### Tidig Barks
I november 1942 sade Barks upp sig från sitt jobb som animatör vid Disneys kortfilmsstudio. Han började då på Western Publishing, som hade skaffat sig rättigheter att producera serier med Disneyfigurer. Hans lön var då 12,50 dollar per sida. Enligt en senare intervju med Barks, anställde företaget honom ursprungligen för att illustrera andras manus. De hade skickat honom ett manus med instruktionerna: "Här är en 10-sidig Kalle Anka-historia. Hoppas du gillar den. Du ska naturligtvis iscensätta den. Om du anser att den kan förbättras, eller om något står i konflikt med Kalles personlighet, var vänlig och gör förbättringar."  Eftersom Barks ville göra egna manus, utgick han från manuset han hade fått, och ändrade det efter behag. När han var klar var det inte mycket kvar av originalet. Historien hette Köksträdgården (The Victory Garden) och publicerades för första gången i april 1943. Barks hade visat sin ståndpunkt genom att förbättra originalmanuset bortom vad som förväntades av honom. Efter detta skrev Barks själv manus till de flesta historier han tecknade.
Hans produktionstakt under det året var ungefär vad det skulle komma att vara under största delen av det kommande årtiondet. Åtta 10-sidorshistorier för publikation i månadstidningen Walt Disney's Comics and Stories och en längre historia för den amerikanska Kalle Anka-tidningen som publicerades sporadiskt. Den första längre serien som han själv skrev manus till var Kalle Anka och mumiens ring (The mummy's ring), en historia på 28 sidor som publicerades i september 1943. De kortare historierna handlade oftast om Kalles vardagsliv, och vikten låg på komedi. De längre innehöll ofta mer dramatiska element och mörkare teman, och Kalle och hans brorsöner (egentligen systersöner) hamnade ofta i farliga och livshotande situationer.
I båda fallen presenterades Kalles personlighet som mångfasetterad och olika aspekter av hans personlighet kom fram beroende på situation. Barks uttryckte det senare: "Ibland var han skurkaktig och ibland var han en riktigt hyvens kille, men han var alltid en fumlande person, som en vanlig människa." Ett annat drag av realism i Barks historier, var att Kalle kunde sluta som antingen vinnaren eller förloraren i historierna, men ofta var även hans segrar ihåliga.
Även Knatte, Fnatte och Tjatte fick mångfasetterade personligheter av Barks. Ibland agerade de, till Kalles förtret, som de rackarungar Taliaferro hade infört. Ibland råkade de i onåd och Kalle fick rädda dem. Andra gånger visade de sig dock vara anmärkningsvärt rådiga och uppfinningsrika och de hjälpte ofta sin farbror i svåra situationer. Ibland verkade det som om de hade en djupare förståelse av saker och ting samt en högre mognadsgrad än sin farbror.

##### Barks första egna figur
Den första återkommande figuren som Barks introducerade var Kalles granne Olsson (eng. Neighbor Jones). Hans namn nämndes första gången i historien En god gärningsman (Good Deeds), publicerad i juli 1943. Han omtalades som en granne som Kalle gillade att trakassera, men mer som ett slags retande än något allvarligt. Olsson framträdde i egen hög person för första gången i november 1943, i historien Goda grannar (Good Neighbors). I historien verkar Kalle och Olsson ha inlett en vapenvila, men de misstolkar en serie slumpmässiga händelser som attacker från varandra, varpå de fortsätter sitt lilla krig med förnyad målmedvetenhet. De lyckas i stort sett förstöra varandras hus. Kalles brorsöner, som är trötta på krigandet, rapporterar alltsammans till husens ägare. Kalle och Olsson får då hitta nya hus att hyra. Till deras stora besvikelse upptäcker de att de på nytt blivit grannar.
Inte oväntat fortsätter krigandet. Olsson, som alltid verkar vara på dåligt humör och Kalle som alltid verkar göra Olsson arg, ger upphov till material för ett flertal 10-sidorshistorier.

##### Införandet avJoakim von AnkaochAlexander Lukas
Nästa återkommande figur som Barks införde var Joakim von Anka (eng. Scrooge McDuck), ofta kallad Farbror Joakim. Joakim är egentligen Kalles morbror, men eftersom släktförhållandena i detta tidiga skede inte var klarlagda, är det förståeligt att det engelska ordet uncle (både morbror och farbror) översattes till farbror. Han gjorde sitt första inhopp i historien Jul på Björnberget (Christmas on Bear Mountain), som publicerades för första gången i december 1947.
Alexander Lukas (eng. Gladstone Gander) intåg följde strax därefter, i historien Skryter bäst som skryter sist (Wintertime Wager), som kom i januari 1948.
Ingen av de båda figurerna hade ännu fått sina välbekanta personlighetsdrag. Alexander presenterades som en arrogant kusin, som hade en fordran på Kalles hus. Det berättas att Alexander på sommaren hade fått Kalle att gå med på ett vad: På julafton skulle Kalle bada i en sjö, annars skulle Alexander få hans hus. Alexander hade ännu inte vid denna tidpunkt titulerats världens tursammaste anka. Kajsa, som räddar Kalle från att förlora huset, verkar ännu inte ha något romantiskt intresse för Alexander – deras välbekanta kärlekstriangel skulle uppstå först senare.
Joakim var i detta skede en skäggig, glasögonprydd, relativt rik gammal gubbe, som synbart använde sin käpp som stöd. Han levde i ensamhet på en stor herrgård – en situation som verkar vara influerad av Orson Welles film En sensation. Hans plan i historien var att underhålla sig själv genom att bjuda in sina brorsöner till en stuga i bergen, och sedan skrämma bort dem därifrån – sådant var hans sinne för humor då.

##### Alexander utvecklas
Under de kommande åren började både Alexander och Joakim att ofta återkomma. I Alexanders fall, började han utmana sin kusin Kalle i olika sorters tävlingar och vad. Hans välkända otroliga tur dök för första gången upp i historien Kappsegling över haven (Race to the South Seas) (1949). Denna historia var även den första där Kalle och Alexander tävlade om att vara Joakims favorit – och därmed kandidat till att ärva hans förmögenhet.
Alexander blev också Kalles största rival i kampen om Kajsas gunst. Deras triangeldrama har länge varit ett populärt ämne för manusförfattare.

##### Joakim blir populär
Utvecklingen av Alexander till sitt nuvarande jag tog ungefär ett år. Joakim däremot, fortsatte Barks att experimentera med i flera år innan han blev den han är idag. Barks påstod senare att han egentligen inte hade tänkt att använda Joakim i mer än en historia, men bestämde sig snart för att han skulle vara användbar i fler historier.
Joakim började medverka i flera historier, som en bifigur till Kalle. År 1952 hade han blivit så populär i USA att han fick en egen tidning. Från och med dess var det Joakim som var stjärnan i Barks längre historier och Kalle som var bifiguren. Fokusbytet från Kalle till Joakim reflekterades också i andra skapares arbete, både samtida och efterföljare. I Barks 10-sidorshistorier var dock Kalle stjärnan även fortsättningsvis.

#### Kalle på Egmont
Förlaget Egmont (med säte i Köpenhamn) började tillverka Disneyserier på licens i början av 1960-talet. Sedan sjuttiotalet är det dessa serier som utgör den absoluta merparten av innehållet i Kalle Anka & C:o - och det är därmed Egmonts version som de flesta svenskar upplever som den typiska versionen.
Kalle bor med sina brorsöner på Paradisäppelvägen 111 i Ankeborg. Han har sin röda lilla öppna Skruttomobil, årsmodell 1934, med registreringsnummer 313. Han jobbar sporadiskt på margarinfabriken i Ankeborg och emellanåt ses han arbeta för sin farbror för 30 öre i timmen, ofta med meningslösa uppgifter som att putsa mynt i pengabingen. Pengarna han arbetar ihop här får han aldrig ut, i stället skriver Joakim av skulder som Kalle har till honom.
Joakim tvingar ofta Kalle att arbeta för honom, eller att följa med ut på skattjakter.

#### Den italienske Kalle
I Italien hade Federico Pedrocchi slutat teckna Kalle-serier redan 1940, men Mondadori fortsatte att producera en stor mängd disneyserier. Italienarna var måna om att leva upp till Carl Barks kvalité, samtidigt som de ville sätta sin lokala prägel på serierna. De italienska serierna skiljer sig också från de flesta danska och amerikanska genom att de vanligtvis är gjorda för pocketformat - istället för att ha 10-15 sidor per serie, får den genomsnittliga italienska serien breda ut sig på 30 sidor.
1953 började den utan tvekan mest inflytelserika italienska skaparen av Disneyserier, Romano Scarpa, på Mondadori. Hans version av Kalle Anka har tydliga rötter hos Barks, men han kom under de dryga femtio år han arbetade med serien också att skapa flera nya, återkommande figurer. Den i Sverige mest kända torde vara Gittan, en kärlekskrank anka som är ute efter att gifta sig med en allt annat än villig Joakim. Barks har själv kommenterat Gittan, och uttryckte sitt gillande för henne.
På 1960-talet utökade de italienska serieskaparna också Kalles personlighet genom att manusförfattaren Guido Martina och tecknaren Giovan Battista Carpi skapade Stål-Kalle, Kalles hemliga alter-ego, en maskerad superhjälte och hämnare.  Införandet av Stål-Kalle gav Kalle ytterligare en dimension: Nu kunde han hämnas på Joakims utnyttjande av brorsonens ekonomiska svårigheter. Nu kunde han använda mystiken kring Stål-Kalle för att väcka Kajsas kärlek. Och nu kunde han ta revansch på Alexander Lukas och alla andra som såg honom som den evige förloraren. Men allt detta komplicerades av att han var tvungen att hålla sin identitet hemlig. Kritikerna menade dock att i och med konceptet Stål-Kalle, förlorades mycket av Kalles ursprungliga personlighet.
På nittiotalet föddes en ny typ av Stål-Kalle-serier, där så gott som hela persongalleriet kring Kalle är utbytt. Denna version, som i Sverige finns att läsa i tidningen Stål-Kalle, har i det närmaste lika mycket gemensamt med Marvels superhjälteserier, som med Carl Barks Kalle Anka.
En ofta poängterad säregenhet med de italienska Kalle-serierna är vem som ges rollen som farbror Joakims ärkerival; Carl Barks hade skapat två konkurrerande ankor till Joakim: Guld-Ivar Flinthjärta, som han använde tre gånger, och Pontus von Pluring, som bara dök upp i en serie. Ingen av dessa användes dock av andra amerikanska serieskapare. De danskbaserade serieskaparna tog till sig Flinthjärta, men de italienska anammade von Pluring. Detta har fått till följd att Flinthjärta, genom att de danska serierna varit de utan tvekan mest publicerade i Sverige, ofta har kommit att bli betraktad som "den vanlige" antagonisten, medan von Pluring många gånger har setts som en italiensk skapelse.

#### Don Rosa

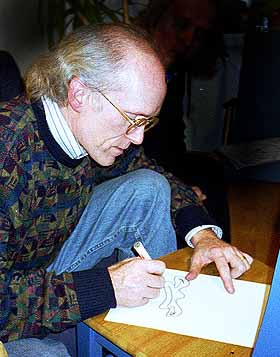
Don Rosa i Finland, 1999

En av de senaste decenniernas mest omtyckta och omtalade skapare av Kalle Anka-serier är Don Rosa. Rosa, som bland annat har kallats "Carl Barks arvtagare", har inte bara en berättarglädje som kan mäta sig med Barks, utan han försöker också som ingen annan serietecknare anknyta till Barks serier. Detta märks inte minst i det att många av Rosas serier är direkta fortsättningar på Carl Barks mest kända äventyr.
Rosa har dock huvudsakligen kommit att koncentrera sig på Joakim, bland annat skrev han under 1990-talet den prisbelönta och mycket uppskattade 12-delade sviten Farbror Joakims liv. Vid samma tid sammanställde han även ett släktträd över Kalle och hans släktingar, bland annat utifrån Barks anteckningar.
Han är också mycket populär bland läsare för sina rika teckningar och för de många detaljerna.
Rosas popularitet märks inte minst av att Kalle Anka & Co på senare år har börjat annonsera med stora bokstäver på tidningens omslag när en ny Rosa-serie publiceras, något som annars enbart Carl Barks serier fått åtnjuta. Detta ses som ett försäljningsargument.
Rosas serier är dock inte uppskattade av alla Kalle Anka-läsare. Vissa finner hans starka vilja att åtfölja varje detalj hos Barks serier irriterande och hans strävan efter att knyta samman serierna om Kalle och Joakim till en enda enhet har uppfattats som att han krymper Kalles värld. Inte heller Barks själv lär ha varit helt övertygad om Rosas överlägsenhet - istället lär han ha sett Vicar som sin favorittecknare och när han 1994 beslöt att skriva ett nytt manus valde han att låta William Van Horn teckna det.

## Som spelfigur
Kalle Anka har även medverkat i flera datorspel, bland annat Quackshot, Lucky Dime Caper, World of Illusion och Deep Duck Trouble Starring Donald Duck.

## Kalle Anka i Sverige[22]
Kalle gjorde svensk seriepremiär i Svenska Journalen nummer 21/1935 (utgiven 26 maj 1935). Titeln var "Nasse Nöff och Fåglarna Flax". Kalle förekom i första serien, dock ej namngiven. Han fick senare heta "Ankapetus" i Svenska Journalen. Hemmets Veckotidning publicerade "Micky Mus", deras namn på Musse Pigg, från och med 1933. Första gången Kalle var med var i nummer 25/1935 (utgiven 21 juni 1935) under namnet "Kalle Anka" i serien "Knutte, Putte och herr Anka". Detta kan vara första gången namnet "Kalle Anka" användes i Sverige, men vem som hittade på det är okänt. Senare samma år syntes han även i Stockholms-Tidningens återtryckningar av Musses dagstripp (till en början under namnet Tusse). 1937 utgavs det första numret av Musse Pigg-tidningen, där Kalle redan från starten var en återkommande karaktär. Musse Pigg-tidningen är anmärkningsvärd dels genom att den betraktas som Sveriges första serietidning, men också för att den innehöll de till dags dato enda svenskproducerade disneyserierna. Samma år, 1937, kom även bilderboken Musses små kusiner ut på svenska. Här får Kalle i uppgift att passa Musse Piggs brorsöner - som här benämns som Musses kusiner. Noterbart är att Kalle här har ett namn som vi idag inte är vana vid - han kallas "Onkel Magnus". Detta har fått som följd att Kalles fullständiga svenska namn på senare år har blivit "Karl Magnus Anka". Det är bland annat under detta namn som han presenteras i den svenska översättningen av Don Rosas släktträd, och detta är även hans fullständiga namn i serierna om Kalle Ankas barndom som publiceras i Kalle Anka & C:o och Kalle Ankas Pocket sedan år 2000.
Kalles dagsstripp fick Sverigepremiär på Aftonbladets seriesidor, den 7 april 1938, och där den stannade den till 1977. Hans söndagssida publicerades i veckotidningen Vårt Hem (som sedermera gick upp i Året Runt), med start i nummer 14/1940. I artikeln som lanserade Kalle i Vårt Hem presenterades han för övrigt som "Karl Anka" - i serierna bar han dock namnet Kalle, som redan då uppenbarligen var tänkt som ett smeknamn. 1941 gavs den första utgåvan med Kalles namn ut - julhäftet Kalle Anka, som än i dag publiceras i slutet av varje år.
I september 1948 släpptes första numret av Kalle Anka & C:o, och sedan dess har det blivit en enorm mängd av svenska Kalle-utgåvor.

### Nuvarande svenska publikationer
Serier med Kalle Anka publiceras för närvarande i fem regelbundna svenska publikationer. Förutom dessa tidningar och pocketböcker, utges även flera bokserier, samt en handfull tidningar med sällanutgivning. För vidare information se Lista över svenska Disneypublikationer och Disneyserier.
- Kalle Anka & C:o - Sveriges största serietidning. Veckotidning som har getts ut sedan 1948. I denna publiceras idag främst serier från Egmont, men även visst nederländskt, franskt och äldre amerikanskt material förekommer.
- Kalle Ankas Pocket - En publikation som började utges sporadiskt 1968, och sedan gradvis har ökat i utgivningstakt. Idag publiceras 13 nummer om året. Under lång tid användes nästan uteslutande italienska serier, men numera ingår också mycket Egmont-material samt någon gång serier producerade i Brasilien.
- Kalle Ankas Pocket Special - Temapocketar som började ges ut med två nummer om året 1997, och numera utkommer var sjätte vecka.
- Musse Pigg & C:o - Hette ursprungligen Walt Disney's Serier, bytte sedan namn till Kalle Anka Extra innan den år 1980 fick sitt nuvarande namn. Sedan 2006 innehåller den mest "X-Musse", italienskproducerade skräckserier med Musse Pigg i huvudrollen, omgiven av en mängd nya figurer, bland annat Långulv.
- Kalle Anka Extra - Tidning som började publiceras 2010 och utkommer med 6 nr/år. Har repriserat de långa Don Rosa-äventyren i kronologisk ordning åren 2010–2017. Numera innehåller den en lång Carl Barks-serie och utvalda godbitar, varav en del aldrig tidigare publicerats i Sverige.